# Bjursjön (Burträsks socken, Västerbotten)
Bjursjön är en sjö i Skellefteå kommun i Västerbotten och ingår i Rickleåns huvudavrinningsområde. Sjön är 25 meter djup, har en yta på 1,79 kvadratkilometer och är belägen 204 meter över havet.

## Delavrinningsområde
Bjursjön ingår i det delavrinningsområde (714520-172029) som SMHI kallar för Utloppet av Bjursjön. Medelhöjden är 239 meter över havet och ytan är 9,58 kvadratkilometer. Räknas de 4 avrinningsområdena uppströms in blir den ackumulerade arean 19,81 kvadratkilometer. Tvärån som avvattnar avrinningsområdet har biflödesordning 2, vilket innebär att vattnet flödar genom totalt 2 vattendrag innan det når havet efter 50 kilometer. Avrinningsområdet består mestadels av skog (71 procent). Avrinningsområdet har 1,77 kvadratkilometer vattenytor vilket ger det en sjöprocent på 18,5 procent.